# 藤江康彦
藤江 康彦（ふじえ やすひこ、1970年 - ）は、日本の教育学者。東京大学大学院教育学研究科教授。

## 人物・経歴
静岡県生まれ。1993年東京学芸大学教育学部卒業。1997年東京学芸大学大学院教育学研究科修了、修士（教育学）。2000年広島大学大学院教育学研究科修了、博士（教育学）。2001年東京大学大学院教育学研究科研究員。2002年お茶の水女子大学子ども発達教育研究センター講師。同年同助教授。2006年関西大学文学部准教授。2011年東京大学大学院教育学研究科准教授。2017年同教授。

## 著作
- 『はじめての質的研究法 : 事例から学ぶ 教育・学習編』（秋田喜代美と共編）東京図書 2007年
- 『授業研究と学習過程』（秋田喜代美と共著）放送大学教育振興会 2010年
- 『21世紀の学びを創る : 学習開発学の展開』（白川佳子, 清水益治と共編）北大路書房 2015年
- 『六つの要素で読み解く!小学校アクティブ・ラーニングの授業のすべて』（寺本貴啓, 後藤顕一と共編著）東洋館出版社 2016年
- 『これからの質的研究法 : 15の事例にみる学校教育実践研究』（秋田喜代美と共編著）東京図書 2019年
- 『メタ言語能力を育てる文法授業 : 英語科と国語科の連携』（秋田喜代美, 斎藤兆史と共編）ひつじ書房 2019年
- 『学習指導案ガイダンス : 看護教育を深める授業づくりの基本伝授』（池西靜江, 石束佳子と共著）医学書院 2019年
- 『小中一貫教育をデザインする : カリキュラム・マネジメント52の疑問』（編著）東洋館出版社 2019年
- 『これからの教師研究 : 20の事例にみる教師研究方法論』（秋田喜代美と共編著）東京図書 2021年